# Pi-dag

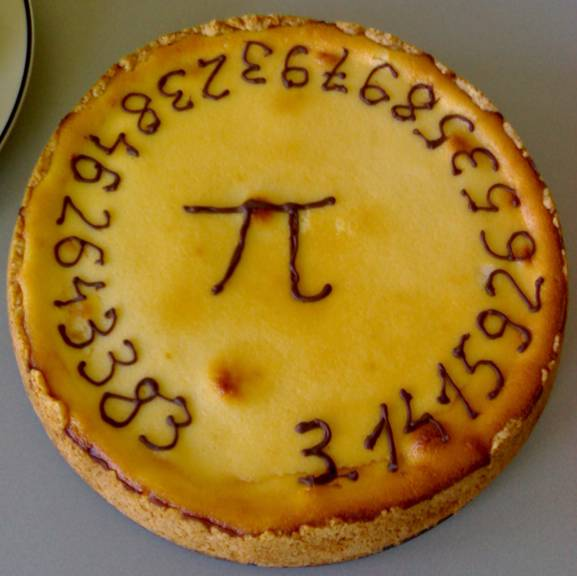
Pi Pie ofwel Pi-taart, gebakken op de Technische Universiteit Delft in 2008

π-dag (pi-dag) en π-benaderingsdag (pi-benaderingsdag) zijn twee feestdagen gewijd aan de wiskundige constante π. Pi-dag wordt op 14 maart op verschillende manieren gevierd. Zo staan sommigen stil bij de rol van π in hun leven en proberen zich op humoristische wijze "een wereld zonder π" voor te stellen.

## π-dag
π-dag, de veertiende dag van de derde maand wordt wereldwijd op wiskundeafdelingen van universiteiten gevierd. De cijfervolgorde is in navolging van de datumnotatie jaar/maand/dag, bijvoorbeeld 2025/03/14. De driecijferige benadering voor π is namelijk 3,14.
De viering begint gewoonlijk om 1:59 AM of PM, omdat dat de zescijferige benadering van π 3,14159 is.
Het "ultieme π-moment" was op 14 maart 1592 om 6:53 en 58 seconden, in de volgorde maand/dag/jaar/uur/minuut/seconde komt dit overeen met de eerste twaalf cijfers van π: 3,14159265358.
Op scholen en universiteiten in Amerika begon men een aantal jaren geleden de π-dag te vieren met het eten van taart (in het Engels pie, ook de letter pi wordt door Engelstaligen zo uitgesproken) of pizza. Er worden etenswaren gemaakt in de vorm van een π-teken en spelletjes gespeeld.
Tijdens de UNESCO-conferentie in november 2019 werd 14 maart uitgeroepen tot International Day of Mathematics (IDM), internationale dag van de wiskunde.

## π-benaderingsdag
π-benaderingsdag kan gevierd worden op 22 juli. Deze datum wordt ook geschreven als 22/7 hetgeen overeenkomt met een deling van 22 door 7. Deze deling is een benadering voor pi (22 / 7 = 3,1428...).

## Trivia
Albert Einstein is geboren op pi-dag, 14 maart 1879.